# Callobius gertschi
Callobius gertschi là một loài nhện trong họ Amaurobiidae.
Loài này thuộc chi Callobius. Callobius gertschi được miêu tả năm 1972 bởi Leech.